# NoiTekk
NoiTekk — немецкий лейбл звукозаписи для тяжёлой и агрессивной электронной музыки, часто называемой "Terror EBM", "Hellektro" или Aggrotech. Был основан как дочерний лейбл Black Rain Records.
Первый релиз лейбла - Grendel "Inhuman Amusement" - появился в феврале 2001 года.

## Группы
- Aslan Faction
- C-Drone-Defect
- CeDigest
- Cyborg Attack
- Dawn Of Ashes
- Derma-Tek
- Die Sektor
- Dym
- Distorted Memory
- FGFC820
- Grendel
- Hioctan
- Life Cried
- Panic Lift
- Psyborg Corp
- Psyclon Nine
- Tactical Sekt
- Xentrifuge

## См.также
- Список лейблов звукозаписи

## Внешние ссылки
- Официальный сайт
- NoiTekk на MySpace
- NoiTekk на Discogs